# GO Близнецов
GO Близнецов (лат. GO Geminorum) — одиночная переменная звезда в созвездии Близнецов на расстоянии (вычисленном из значения параллакса) приблизительно 9 635 световых лет (около 2 954 парсек) от Солнца. Видимая звёздная величина звезды — от +12,7m до +11,8m.

## Характеристики
GO Близнецов — красная пульсирующая полуправильная переменная звезда типа SRB (SRB) спектрального класса M4. Эффективная температура — около 3669 К.